# Hrabstwo Jasper (Karolina Południowa)
Hrabstwo Jasper (ang. Jasper County) – hrabstwo w stanie Karolina Południowa w Stanach Zjednoczonych. Według spisu z 2020 roku liczy 28,8 tys. mieszkańców. Jego siedzibą administracyjną jest Ridgeland.

## Demografia
Ponad 40% populacji to osoby czarnoskóre lub pochodzenia afroamerykańskiego, 13,9% to Latynosi.

## Geografia

### Miasta
- Hardeeville
- Ridgeland

### Sąsiednie hrabstwa
- Hrabstwo Hampton, Karolina Południowa (północ)
- Hrabstwo Beaufort, Karolina Południowa (wschód)
- Hrabstwo Chatham, Georgia (południe)
- Hrabstwo Effingham, Georgia (zachód)

## Religia
W 2010 roku pod względem religijnym większość mieszkańców została nieokreślona. Do największych grup religijnych należeli: baptyści (13,5%), metodyści (4,6%), katolicy (3,9%), mormoni (2,65% – najwyższy odsetek w obu Karolinach), zielonoświątkowcy (1,8%), adwentyści dnia siódmego (0,91%) i anglikanie (0,49%).